# Cmentarz Południowy w Norymberdze
Cmentarz Południowy w Norymberdze jest jedną z największych nekropolii w Norymberdze i zajmuje całą dzielnicę o tej samej nazwie. Cmentarz został założony w 1905 r. jako drugi komunalny cmentarz miasta na wzór Cmentara Leśnego w Monachium. Znajdują się tutaj groby masowe z pierwszej i drugiej wojny światowej. Obecnie jest to największy cmentarz Norymbergi. Dwie wieże cmentarza są zbudowane z kamieni pochodzących z rozbiórki głównej synagogi.

## Źródła
- Charlotte Bühl: Südfriedhof. In: Michael Diefenbacher, Rudolf Endres (Hrsg.): Stadtlexikon Nürnberg. 2., verbesserte Auflage. W. Tümmels Verlag, Nürnberg 2000, ISBN 3-921590-69-8